# Dickensian
Dickensian ist eine britische Fernsehserie, die von Tony Jordan erdacht worden war und bei BBC One im Winter 2015/2016 erschien. Sie besteht aus einer Staffel von zwanzig Episoden. Die Serie bringt in Form von Vorgeschichten im viktorianischen London Figuren aus verschiedenen Werken von Charles Dickens zusammen, zu dem der Titel ein Adjektiv bildet, ähnlich wie Lovecraftian und kafkaesk.

## Handlungen
Die Serie erzählt in gleichzeitig ablaufenden Handlungen die Vorgeschichten zu Werken von Charles Dickens: den Tod von Jacob Marley (A Christmas Carol), die voreheliche Beziehung der Honoria Dedlock (Bleak House) und die tragische Beziehung der Amelia Havisham (Große Erwartungen). Da die Figuren zur gleichen Zeit in derselben Londoner Nachbarschaft leben, überkreuzen sich ihre Geschichten und Wege. Beispielsweise sind Martha Cratchit und Honoria Arbeitskolleginnen, Honoria und Amelia beste Freundinnen. Mehrere Figuren leihen sich Geld bei Marley und Ebenezer Scrooge oder verpfänden Gegenstände im Raritätenladen (Der Raritätenladen) und gehen zum Trinken in die Three Cripples (Oliver Twist).

### A Christmas CarolundOliver Twist
Nachdem Jacob Marley an Heiligabend Schulden eingetrieben, sich die Gesellschaft von Nancy erkauft und sich mit einem „C.“ getroffen hat, wird er an den Docks tot aufgefunden. An der Wunde befindet sich ein Stück Holz und seine Geldbörse fehlt. Inspector Bucket (aus Bleak House) ermittelt zusammen mit Taxidermist Mr. Venus (aus Unser gemeinsamer Freund). Zuerst verhaftet er Bill Sikes, einen Kriminellen mit hölzernem Schlagstock, der freigelassen werden muss, dann ausgerechnet am Tag der Hochzeit von Martha Cratchit mit John Bagnet (aus Bleak House) ihren Vater Bob. Dessen Gehalt war von Marley gekürzt worden und er hat selbst sein Darlehen aus Marleys Buch gestrichen. Er erhält aber ein falsches Alibi von seiner Frau Emily. Bucket deckt auf, dass Marley und Fagin an den Docks in einem Lagerhaus an sie verkaufte Kinder und Waisen festhielten, die zur Arbeit in Minen verschifft werden sollten, und verhaftet Fagin. Auch Artful Dodger, der, wie Fagin verrät, Marleys Geldbörse gestohlen hatte, wird eingesperrt, aber durch Nancy und Sikes befreit. Nancy, die Sikes durch Geld, das er Fagin gestohlen hat, von ebendiesem freikauft, sorgt dafür, dass Fagin und Dodger sich wieder vertragen. Der Polizeichef zieht Bucket vom Fall ab und lässt jemanden zu einem falschen Geständnis verprügeln, sodass auch Fagin freigelassen wird. In der Zwischenzeit wird der kleine Tim Cratchit krank; sein Bruder Peter gibt sein Geld her, damit die Familie Medizin bezahlen kann, statt ein Geschenk für seine Angebetete Nell Trent (aus Der Raritätenladen) zu kaufen, und der Junge erhält eine Krücke. Als Bucket erkennt, dass das Stück Holz von Emily Cratchits Nudelholz stammt, will er Bob ein zweites Mal verhaften, doch da gesteht Emily selbst, die Täterin zu sein. Sie wollte Marley wegen der Gehaltskürzungen ihres Mannes konfrontieren, aber als Marley begann, sie sexuell zu belästigen, schlug sie ihn aus Notwehr mit dem Nudelholz nieder. Nachdem der fälschlich Verhaftete gegenüber Bucket noch andere Morde zugibt, lässt er Emily laufen und lässt zu, dass der falsche Mörder für Marleys Tod gehängt wird. Bei sich zuhause hört Scrooge, wie Marleys Geist seinen Namen flüstert.
Derweil versuchen die Bumbles, die Leiter eines Arbeitshauses für Kinder, aufzusteigen und werben bei Mr. Gradgrind (aus Harte Zeiten) um eine höhere Position bei einem Arbeitshaus im Norden mit eigenem Haus und Dienstmädchen. Inspector Bucket hat ihnen aus Fagins Lagerhaus einen Waisenjungen anvertraut und diesem dabei eingeschärft, dass zwar Manieren wichtig seien, er aber auch für sich selbst einstehen soll. Als die Treuhänder die Bumbles besuchen, um zu überprüfen, wie sie ein Arbeitshaus leiten und die Kinder erziehen, bittet ebendieser Junge um eine weitere Portion Suppe. Da die Treuhänder dies für Respektlosigkeit gegenüber der Autorität halten, werfen die Bumbles ihn hinaus auf die Straße. Dort wird der Junge, Oliver Twist, von Dodger gefunden und zu Fagin gebracht.

### Bleak House
Honoria Barbary liebt heimlich Captain James Hawdon, der bei ihrem Vater vorsprechen will, sobald er seine Beförderung erhalten hat. Ihr Vater Edward ist hochverschuldet und ihre Schwester Frances missbilligt die Beziehung zu dem armen Soldaten. Als ihr die Nachricht seiner Beförderung übergeben wird, verbrennt sie diese, ohne ihm Bescheid zu sagen. Frances trifft zufällig den deutlich älteren Sir Leicester Dedlock wieder, ein Nachbar ihres früheren Verlobten, der aber Honoria lieber hatte. Auch Dedlock ist mehr von Honoria angetan, sodass Frances versucht, diese dazu zu drängen, ihn zu ermutigen. Erst nachdem ihr Vater ins Schuldengefängnis geworfen und durch Dedlocks Zahlungen freigelassen worden war, lässt sie Annäherungen zu. Bald aber entdecken die Schwestern, dass Honoria schwanger ist. Sie zieht sich zunächst ins Obergeschoss zurück, bis sie zur Geburt aufs Land gebracht werden soll. Hawdon findet allerdings heraus, dass Frances seine Beförderung vernichtet hat, und konfrontiert sie. Als Honoria später mit gepacktem Koffer Frances verlassen will, setzen die ersten Wehen ein. Frances schickt nach Hawdon, der einen Arzt holen soll; er aber verbrennt noch wütend auf sie die Nachricht ungelesen. Honorias Tochter Esther wird zunächst anscheinend tot geboren. Später hört Frances das Baby doch schreien, entscheidet sich aber dagegen, Honoria zu alarmieren, und übergibt es einem Fremden in einer Gasse. Als Hawdon sich besinnt und Honoria heiraten will, beendet sie in ihrer Trauer die Beziehung. Resigniert nimmt sie stattdessen Dedlocks Antrag an.

### Große Erwartungen
An Heiligabend verliest Anwalt Jaggers das Testament des Brauereibesitzers Havisham gegenüber seinen Kindern: Arthur, sein Sohn aus einer Affäre mit einer Köchin, erhält nur 10 % Anteile an der Brauerei, Amelia erhält den Rest der Brauerei und das Anwesen Satis House. Arthur versucht, sie zu drängen, auf das Testament zu verzichten, damit er erhalte, was ihm zustehe, und verlässt das Anwesen. Er engagiert seinen Freund Meriwether Compeyson, der sich ihr anbiedern und als Vermittler zwischen den Geschwistern anbieten soll, um sie zu überreden, ihre Anteile Arthur zu überschreiben. Nach einer ersten Abweisung beschließt Compeyson stattdessen, sie finanziell zu ruinieren. Zu diesem Ziel manipuliert er sie, damit sie sich in ihn verliebe, und presst dafür Geld aus Arthur. Er entführt Amelias Hund, um eine Rettung zu inszenieren, ertränkt den Hund dann und schenkt ihr einen neuen. Arthur, der aber bald Gewissensbisse bekommt und sich immer wieder betrinkt, wird von ihm unter Druck gesetzt, nachdem Compeyson sein Geheimnis erfahren hat, dass er homosexuell ist, und körperlich misshandelt. Amelias Cousin Matthew Pocket erscheint, wird aber von Compeyson, der erkennt, dass dieser Amelia liebt, dazu gebracht, nach Amerika zu gehen. Als Compeysons Frau auftaucht und Amelia sie zusammen sieht, verstreut diese selbst deren Verdacht, indem sie sich als seine Schwester ausgibt. Schließlich schafft er, dass Amelia sich mit ihm verlobt, und jede Warnung der anderen, dass sie ihn doch zu wenig kennt, treibt sie nur mehr zu ihm. Er lässt Amelia Arthurs Anteile abkaufen. Kurz vor der Hochzeit, durch die Compeyson die Leitung über Brauerei und Anwesen erlangen würde, aber können Arthur und Jaggers ihn dazu zwingen, einen Geständnisbrief an Amelia zu schreiben und ihr zu übergeben, während sie bereits ihr Hochzeitskleid trägt. Sie erleidet darauf einen geistigen Zusammenbruch, wirft ihn und alle anderen aus Satis House, dessen Tore sie verschließen lässt, und verbietet, dass die Hochzeitstorte abgeräumt wird. Nach ihrer letzten Zurückweisung steigt Arthur betrunken auf das Dach des Pubs, kurz davor zu springen.

## Episodenliste
| Nr. | Regie             | Drehbuch         | Datum         |
| --- | ----------------- | ---------------- | ------------- |
| 1   | Harry Bradbeer    | Tony Jordan      | 26. Dez. 2015 |
| 2   | Harry Bradbeer    | Tony Jordan      | 26. Dez. 2015 |
| 3   | Harry Bradbeer    | Tony Jordan      | 27. Dez. 2015 |
| 4   | Harry Bradbeer    | Sarah Phelps     | 27. Dez. 2015 |
| 5   | Harry Bradbeer    | Sarah Phelps     | 1. Jan. 2016  |
| 6   | Philippa Langdale | Simon Winstone   | 6. Jan. 2016  |
| 7   | Philippa Langdale | Julie Rutterford | 7. Jan. 2016  |
| 8   | Philippa Langdale | Julie Rutterford | 13. Jan. 2016 |
| 9   | Philippa Langdale | Justin Young     | 14. Jan. 2016 |
| 10  | Philippa Langdale | Tony Jordan      | 21. Jan. 2016 |
| 11  | Mark Brozel       | Tony Jordan      | 22. Jan. 2016 |
| 12  | Mark Brozel       | Chloe Moss       | 27. Jan. 2016 |
| 13  | Mark Brozel       | Tony Jordan      | 28. Jan. 2016 |
| 14  | Mark Brozel       | Justin Young     | 4. Feb. 2016  |
| 15  | Mark Brozel       | Chloe Moss       | 5. Feb. 2016  |
| 16  | Andy Hay          | Sarah Phelps     | 11. Feb. 2016 |
| 17  | Andy Hay          | Sarah Phelps     | 12. Feb. 2016 |
| 18  | Andy Hay          | Tony Jordan      | 18. Feb. 2016 |
| 19  | Andy Hay          | Tony Jordan      | 19. Feb. 2016 |
| 20  | Andy Hay          | Tony Jordan      | 21. Feb. 2016 |

## Besetzung
| Rolle                 | Darsteller            | Folgen                     | Dickens-Werk             |
| --------------------- | --------------------- | -------------------------- | ------------------------ |
| Sally Compeyson       | Antonia Bernath       | 12, 15, 17                 | Große Erwartungen        |
| Botenjunge            | Benjamin Campbell     | 1, 4–7, 14, 16, 20         |                          |
| Mrs. Gamp             | Pauline Collins       | 1–15, 19–20                | Martin Chuzzlewit        |
| Tiny Tim Cratchit     | Zaak Conway           | 1–7, 11–15, 18–20          | A Christmas Carol        |
| John Bagnet           | Oliver Coopersmith    | 1–6, 17–20                 | Bleak House              |
| Sir Leicester Dedlock | Richard Cordery       | 4–7, 11–14, 18–19          | Bleak House              |
| Ebenezer Scrooge      | Ned Dennehy           | 1–14, 20                   | A Christmas Carol        |
| Oliver Twist          | Leonardo Dickens      | 12, 19–20                  | Oliver Twist             |
| Mr. Venus             | Omid Djalili          | 2–9, 14–15, 17–20          | Unser gemeinsamer Freund |
| Thomas Gradgrind      | Richard Durden        | 10, 14–15, 19              | Harte Zeiten             |
| Martha Cratchit       | Phoebe Dynevor        | 1–6, 11–14, 18–20          | A Christmas Carol        |
| Silas Wegg            | Christopher Fairbank  | 1–16, 20                   | Unser gemeinsamer Freund |
| Nell Trent            | Imogen Faires         | 1–6, 9, 11–15              | Der Raritätenladen       |
| Jacob Marley          | Peter Firth           | 1–2, 18, 20(Stimme)        | A Christmas Carol        |
| Fanny Biggetywitch    | Ellie Haddington      | 2–3, 6, 9–10, 13–14, 19–20 |                          |
| Mr. Jaggers           | John Heffernan        | 1–4, 1–15, 18–20           | Große Erwartungen        |
| Emily Cratchit        | Jennifer Hennessy     | 1–7, 11–20                 | A Christmas Carol        |
| Matthew Pocket        | Sam Hoare             | 6–10, 18–19                | Große Erwartungen        |
| Großvater             | Karl Johnson          | 1–3                        | Der Raritätenladen       |
| Fagin                 | Anton Lesser          | 1–15, 20                   | Oliver Twist             |
| Amelia Havisham       | Tuppence Middleton    | 1–20                       | Große Erwartungen        |
| Frances Barbary       | Alexandra Moen        | 1–20                       | Bleak House              |
| Nancy                 | Bethany Muir          | 1, 4–11, 14–16, 20         | Oliver Twist             |
| Peter Cratchit        | Brenock O’Connor      | 1–6, 9–15, 18–20           | A Christmas Carol        |
| Mrs. Bumble           | Caroline Quentin      | 1–15, 19–20                | Oliver Twist             |
| Arthur Havisham       | Joseph Quinn          | 1–20                       | Große Erwartungen        |
| Artful Dodger         | Wilson Radjou-Pujalte | 7, 9, 13–14, 20            | Oliver Twist             |
| Edward Barbary        | Adrian Rawlins        | 1–14, 18–19                | Bleak House              |
| Inspector Bucket      | Stephen Rea           | 2–20                       | Bleak House              |
| Mr. Bumble            | Richard Ridings       | 1–15, 19–20                | Oliver Twist             |
| Honoria Barbary       | Sophie Rundle         | 1–20                       | Bleak House              |
| Bill Sikes            | Mark Stanley          | 1–11, 14–16, 20            | Oliver Twist             |
| Captain James Hawdon  | Ben Starr             | 1–11, 14–17                | Bleak House              |
| Meriwether Compeyson  | Tom Weston-Jones      | 1–20                       | Große Erwartungen        |
| Bob Cratchit          | Robert Wilfort        | 1–14, 17–20                | A Christmas Carol        |

## Produktion und Ausstrahlung
Dickensian stammt von Tony Jordan, bekannt für EastEnders, als Hauptautor und wurde durch sein Produktionsunternehmen Red Planet Pictures produziert. Die gesamte viktorianische Nachbarschaft wurde in einem Londoner Studio als Set gebaut mit 27 zweistöckigen Gebäuden, darunter etwa auch den vollständig funktionsfähigen Pub und den Raritätenladen, und sieben Hintergassen und einer Hauptstraße aus Pflasterstein. Die Dreharbeiten fanden ab Anfang Juni 2015 statt.
Die Ausstrahlung der Serie begann an Weihnachten 2015; die Premiere erreichte an dem Tag fünf Millionen Zuschauer. Insgesamt fiel die Serie auf einen Durchschnitt von 2 Millionen Zuschauer. Im Verlauf kritisierten Zuschauer an der Ausstrahlung, dass es keine feste Sendezeit gab. Obwohl Jordan bereits vor Ausstrahlung die Handlung für 60 Episoden, also drei Staffeln, entwickelt hatte, wurde, nachdem die erste Staffel im Februar 2016 geendet hatte, im April bekanntgegeben, dass die Serie nicht verlängert wurde.

## Rezeption
Michael Hogan vom Telegraph befand die Serie als „temporeiche, spielerische und subtil soapige Neuinterpretation des viel-geliebten Materials“ und ein „scharfsinnig erdachtes, ansehnlich gestaltetes Geschenk, mit Liebe unterzeichnet von Jordan und Dickens.“
Amy Burns vom Independent lobte in der „cleveren und überzeugenden Dickens-Collage“ die Besetzung und das Drehbuch von Jordan. Er habe einen brillianten Job in der Darstellung seiner Helden und Schurken gemacht sowie nichts von dem großartigen Dickens-Humor verloren.
Für den Guardian schrieb Sam Wollaston zwar: „Das Set ist wunderschön und es gibt prächtige Dickens'sche Performances der Star-Besetzung. Es ist sicherlich clever und muss eine Herzensangelegenheit gewesen sein, all diese Figuren aus ihre Geschichten herauszupicken und in etwas anderes einzuweben.“ Aber er kritisiert auch, die Serie sei zu verworren mit zu vielen Figuren, „so klar wie der Nebel unten an den Docks, an denen Fagin lebt.“

### Nominierungen
- Irish Film & Television Academy Awards 2016:
  - Nominierung für Stephen Rea als Bester Hauptdarsteller in einer Dramaserie als Inspector Bucket
  - Nominierung für Ned Dennehy als Bester Nebendarsteller in einer Dramaserie als Ebenezer Scrooge
- BAFTA TV Craft Awards 2016: Nominierung für Michael Ralph für das Beste Produktionsdesign